# Melquisedec
Melquisedec, Melkisetek o Malki Tzedek (en hebreo: מַלְכּי־צֶדֶֿק [Malki-sedeq], traducido como ‘mi rey de justicia’ (lit. מַלְכּי ‘el rey mío’, y צֶדֶֿק ‘justicia’) fue un rey y sacerdote único, mencionado por primera vez en el capítulo 14 del libro del Génesis.

[...] y Melquisedec, Rey de Salem, sacando pan y vino, como era sacerdote del Dios Altísimo, bendijo a Abraham, diciendo: –Bendito Abraham del Dios Altísimo, el dueño de cielos y tierra. Y bendito el Dios Altísimo, que ha puesto a tus enemigos en tus manos–. Y le dio Abraham el diezmo de todo.
Génesis 14:18-20, Traducción Nácar-Colunga, 1978 BAC

## Descripción
Según la hermenéutica del pueblo judío, se trató del rey de Salem y sacerdote de El Elyon o «Dios Altísimo». La sabiduría chazálica, el Tárgum Jonathan, el Tárgum Yerushalmi y el Talmud babilonio adjudicaron a מלכי־צדק como sobrenombre de Sem, hijo de Noé. Aunque este punto de vista es defendido por Efrén de Siria, no se ha confirmado la identificación entre Sem y Melquisedec hasta nuestros días.[cita requerida]
Según el cristianismo, Jesús asumió el papel de sacerdote y rey a la manera de Melquisedec (Hebreos 6:20). La tradición católica incluye a Melquisedec en el canon romano de la Santa Misa.
El nombre de Melquisedec aparece en estos pasajes de la Biblia:
| Libro     | Génesis | Salmos |
| --------- | ------- | ------ |
| Capítulo  | 14      | 110    |
| Versículo | 18      | 4      |

| Hebreos    | Capítulo 5 | Capítulo 6 | Capítulo 7        |
| ---------- | ---------- | ---------- | ----------------- |
| Versículos | 6, 10      | 20         | 1, 10, 11, 15, 17 |

## Sumo Sacerdote
Los Padres de la Iglesia, la tradición judía y el Salmo 76:2 (Vg 75:2) identificaron a la ciudad de Salem con Jerusalén, aunque la tradición samaritana identificó a la ciudad con Siquem. En el relato bíblico, este sacerdote-rey hizo una breve aparición a Abraham para confirmar la promesa de que la "descendencia" (Génesis 3:15) vendría de su propio linaje. Como sacerdote-rey fue una prefiguración del mismo Jesús. Su presentación del pan y del vino prefiguró el sacrificio expiatorio que demarcó la Cena del Señor (1Corintios11:20).
Melquisedec fue el sacerdote receptor del primer diezmo registrado en la Biblia.
Cabe destacar que el pacto para un sacerdocio a la manera de Melquisedec (Salmo 110:4) está en vigor eternamente, porque: 

Estando sin padre, sin madre, sin genealogía, sin tener principio de días ni fin de vida, pero habiendo sido hecho semejante al Hijo de Dios, permanece sacerdote perpetuamente
Hebreos 7:3

## Textos gnósticos
La evidencia arqueológica guardó registro de la figura de Melquisedec a través de los rollos del Mar Muerto en la cueva #11.
En este texto, Melquisedec fue visto como un ser divino y se le adjudicó el título hebreo de "Elohim". Melquisedec proclamó el "Día de la Expiación" y expió a las personas predestinadas para juzgar. Él también juzgó a pueblos.
Melquisédec también fue el título del primer escrito del códice IX de Nag Hammadi (NH IX 1-27), un texto copto que presentó notables lagunas, escrito originalmente en griego, probablemente en Egipto durante el siglo III.
Por sus muchas referencias cristológicas, su oposición al docetismo y su exégesis sorprendente de la carta a los hebreos, estos tratados representaron una muestra extrema del proceso de cristianización a los gnósticos. A pesar de su apariencia apocalíptica fueron esencialmente litúrgicos y orientados a la comunidad.